# Grotte de l'Aguzou
La grotte de l’Aguzou, ou grotte d'Aguzou, est un site classé et protégé qui se situe dans le département de l'Aude dans la commune d'Escouloubre.

## Localisation
La grotte d’Aguzou s'ouvre sur le flanc nord-ouest du pic d'Aguzou. Elle se situe dans le département de l'Aude, aux confins de l'Ariège, entre les villes d'Axat et d'Usson, au sud de Quillan, sur la commune d'Escouloubre. Les coordonnées approximatives de l'entrée de la grotte sont 42° 44’ 5 N et 2° 05’ 1 E.

## Spéléométrie
La dénivellation de la cavité est de 90 m, pour un développement de 5 000 m.

## Géologie
La cavité s'ouvre dans les calcaires dévoniens.

## Description
La grotte d'Aguzou est constituée d'un grand nombre de salles, présentant des formations de stalagmites, stalactites et colonnes. Sa température moyenne est de 9 °C.

## Tourisme
Cette cavité est sommairement aménagée pour des visites touristiques, sous forme de safari souterrains.

## Classement
La grotte d'Aguzou est un site classé (décret du 1er août 1990). En 1999, un dossier de 18 sites et 24 grottes à concrétions du Sud de la France est proposé pour une inscription sur la liste indicative du patrimoine mondial naturel, antichambre de la liste du patrimoine mondial,. En octobre 2001 un avis défavorable est émis par l'union internationale pour la conservation de la nature (UICN). Fin 2005, l'État français pense représenter une demande d'inscription. En 2007 le projet est retiré et l'Association de valorisation des cavités françaises à concrétions (AVCFC) regroupant 23 cavités du Sud de la France est créée ,.

## Galerie

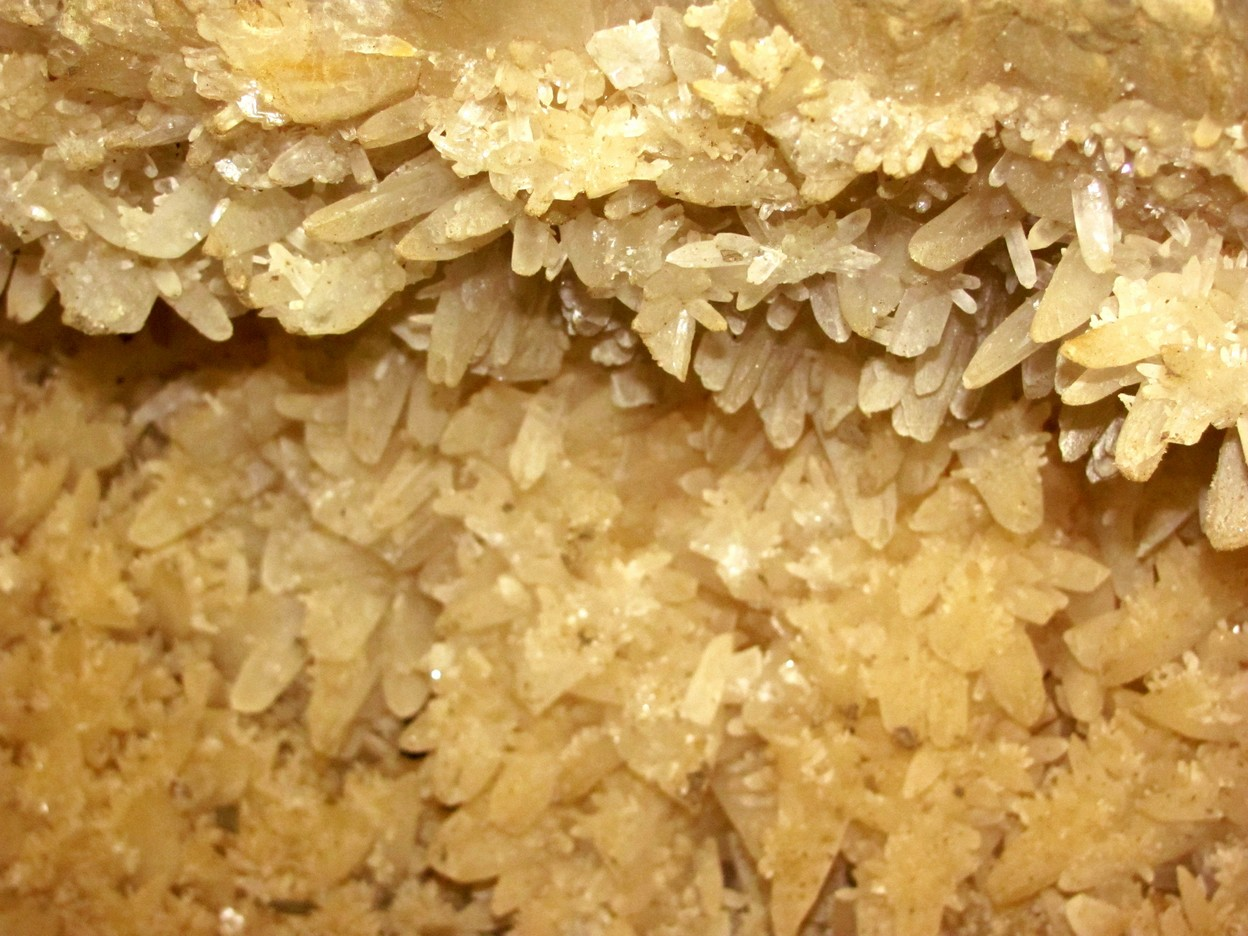
Cristaux de calcite dans la grotte d'Aguzou.
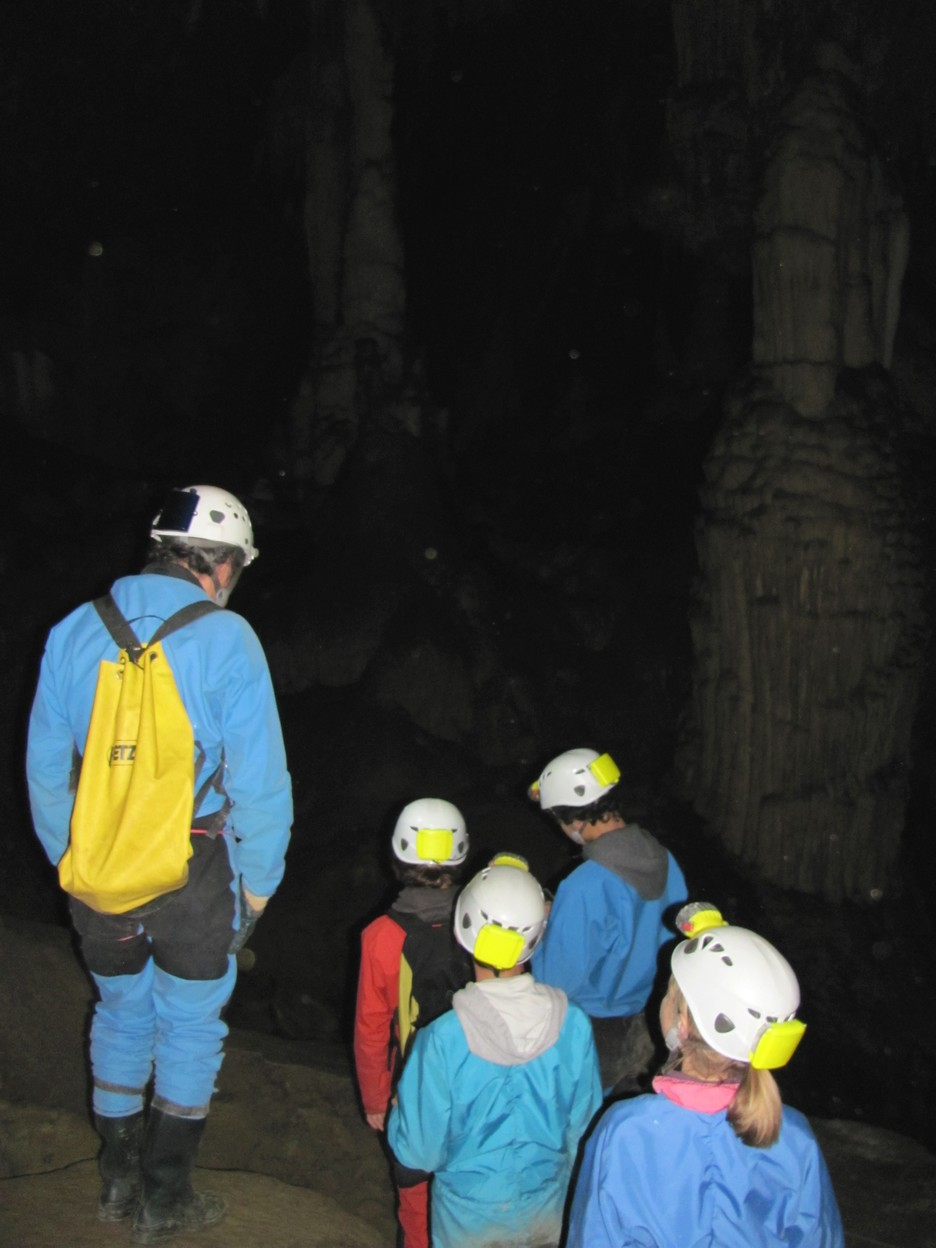
Groupe équipé explorant la grotte.
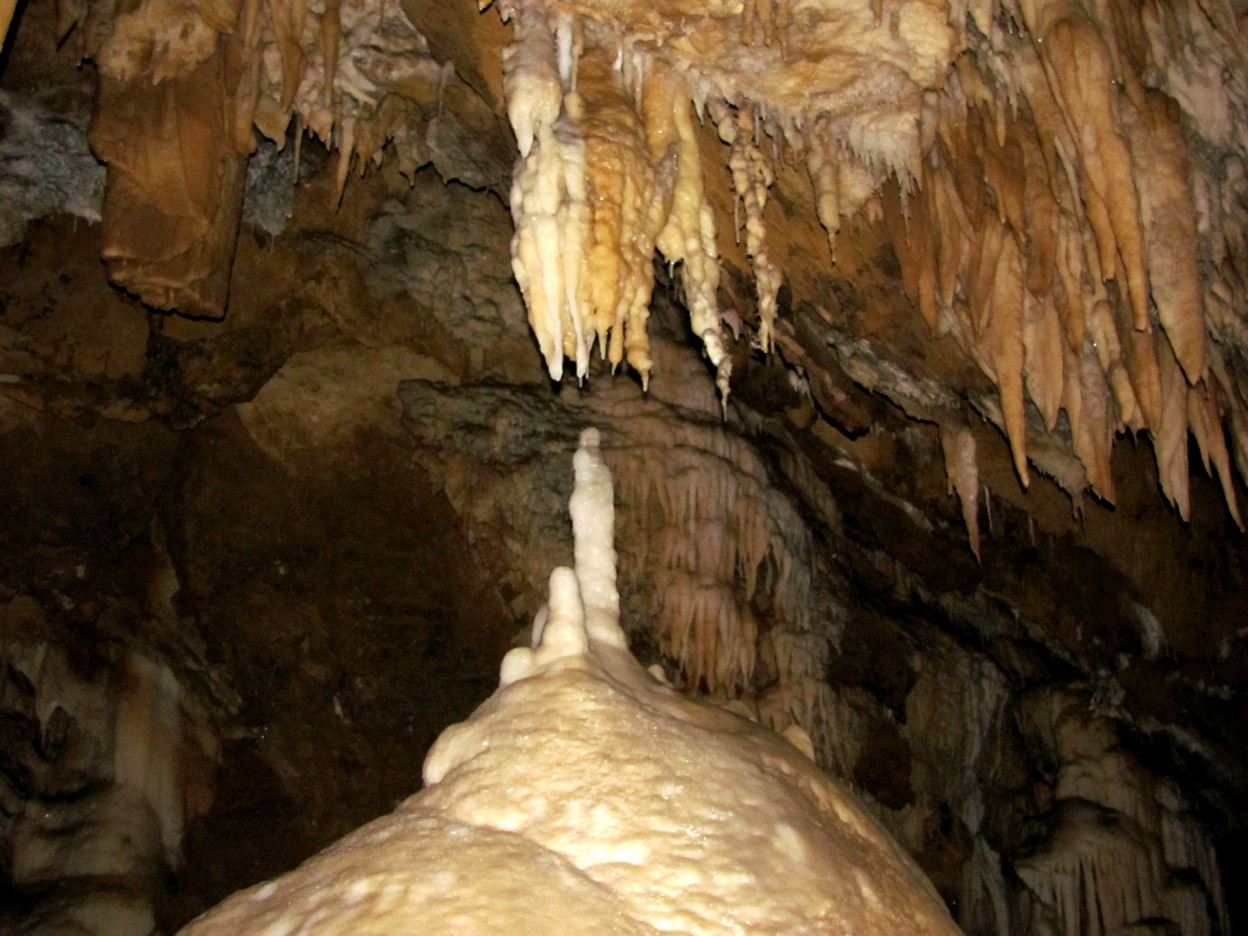
Stalagmite et stalactite.
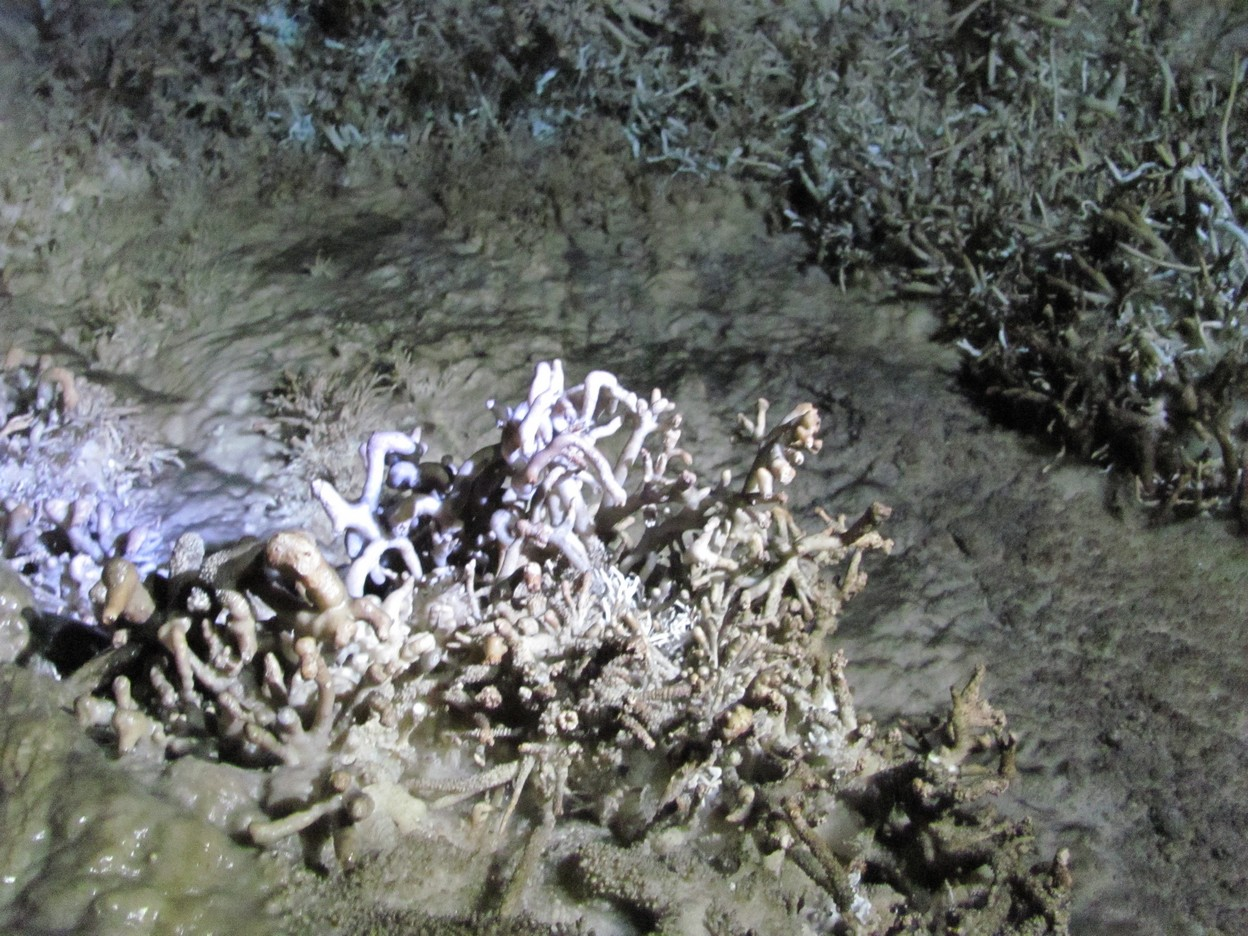
Aragonite.